# 게이샤 (1983년 영화)
《게이샤》(The Geisha, 陽暉楼)는 일본에서 제작된 고샤 히데오 감독의 1983년 영화이다. 오가타 켄 등이 주연으로 출연하였고 오카다 시게루 등이 제작에 참여하였다.

## 출연

### 주연
- 오가타 켄
- 이케가미 키미코

### 조연
- 아사노 아츠코
- 니노미야 사요코
- 바이쇼 미츠코
- 카자마 모리오
- 키타무라 카즈오
- 소가노야 메이초
- 탄바 테츠로
- 타무라 렌

## 기타
- 원작자: 미야오 토미코

## 수상 및 지명
제8회 호치 영화상
- 수상: Best Supporting Actress - 바이쇼 미츠코